# Philoponella nigromaculata
Espèce
Philoponella nigromaculata est une espèce d'araignées aranéomorphes de la famille des Uloboridae.

## Distribution
Cette espèce est endémique de Taïwan.

## Description
Le mâle holotype mesure 3,00 mm et la femelle paratype 5,53 mm.

## Publication originale
- Yoshida, 1992 : Two new species of the genus Philoponella (Araneae: Uloboridae) from Taiwan and Borneo. Acta Arachnologica, vol. 41, no 2, p. 193-198 (texte intégral).